# Mikel Iglesias i González
Mikel Iglesias i González (Barcelona, 10 de juliol de 1996) és un actor de teatre, cinema i televisió català. Conegut per interpretar Ignasi a Polseres vermelles.
Del 2000 al 2006 ha presentat cada any dues obres de teatre en un grup local de teatre de Rubí. Ha fet de protagonista en el videoclip Imperfecta mujer, amb Víctor Naranjo i Carla Antonelli, que es va presentar oficialment als mitjans de comunicació el dia 13 de maig de 2009, pel dia internacional contra l'homofòbia i transfòbia. A finals de 2012 i principis de 2013, va actuar al Teatre Nacional de Catalunya a l'obra d'Albert Espinosa Els nostres tigres beuen llet.